# Ultratop
Ultratop är en organisation som publicerar alla officiella musiklistor i Belgien. Ultratop skapades av Belgian Entertainment Association (BEA); Belgiens medlemsorganisation av IFPI. I Flandern heter listan Ultratop 50 och i Vallonien heter den Ultratop 40.

## Ultratip
Ultratip, även kallat "Tipparade", är en topplista över kommersiellt tillgängliga singlar. Till skillnad från Ultratop-listorna som bara baseras på försäljning, baseras listpositionerna på Ultratip på både försäljning och radiospelningar.